# Eurysternus cyclops
Eurysternus cyclops là một loài bọ cánh cứng trong họ Bọ hung (Scarabaeidae).